# Aeroporto Internazionale di Des Moines
L'Aeroporto Internazionale di Des Moines (IATA: DSM, ICAO: KDSM) è un aeroporto civile statunitense situato a 8 km da Des Moines, la capitale dell'Iowa. L'aeroporto, situato a 292 m s.l.m., dispone di due piste in asfalto lunghe 2.744 metri, una con orientamento 05/23, e l'altra con orientamento 13/31 ed è utilizzato per i voli domestici.